# منتخب ألمانيا تحت 17 سنة لكرة السلة للسيدات
منتخب ألمانيا تحت 17 سنة لكرة السلة للسيدات هو ممثل ألمانيا الرسمي في المنافسات الدولية في كرة السلة للسيدات
.